# Conus aratispira
Conus aratispira é uma espécie de gastrópode do gênero Conus, pertencente a família Conidae.